# Vegetarian Times
Vegetarian Times — американский ежемесячный журнал о вегетарианстве и здоровом образе жизни. Основан в 1974 году. Выходит девять раз в год (три двойных выпуска). Публикуется издательством Cruz Bay Publishing. Читательская аудитория журнала состоит из вегетарианцев, флекситарианцев и просто людей, интересующихся темой вегетарианства и здорового образа жизни. Около половины читателей журнала не следует строгой вегетарианской диете. По данным на 2011 год, совокупный разовый тираж журнала составлял 309 886 экземпляров.